# آبشار والکر
آبشار والکر (به انگلیسی: Walker Falls) آبشاری است که در کارولینای شمالی واقع شده و ارتفاع کلی ریزشگاه آن ۴۵ فوت (۱۴ متر) است.